# Henry Field
Henry Walker Field  (ur. 14 listopada 1878 w Slater, zm. 23 października 1944 w Marshall) – amerykański lekkoatleta, skoczek w dal, rolnik ze stanu Missouri.
Podczas igrzysk olimpijskich w Saint Louis (1904) zajął 4. miejsce w skoku w dal z miejsca z wynikiem 3,18 m.

## Rekordy życiowe
- Skok w dal z miejsca – 3,19 (1904)[1]